# Дженна
Дже́нна (англ. Jenna) — женское личное имя. Распространено преимущественно в англоговорящих странах. В западном мире является разновидностью и краткой формой имени Дженифер и через него своими корнями уходит в корнский язык, ведя происхождение от корнского варианта имени Женевьева, что означает «белая». В православном мире соотносится с женским именем Ивана, Иоанна. Именины Дженны 21 июля.
В Финляндии имя получило распространение в 1980-1990 годах, а к 2009 году насчитывалось 11 130 носителей этого имени.
В Исландии численность носителей имени показана следующими графиками на основе выборки статистических данных за период 1950-2006 годов. Тёмные полосы показывают число носителей имени, а светлые полосы указывают на производные формы, в качестве второго имени или отчества. Исходя из показанных цифр рассчитывается процент носителей за конкретный год.